# Florence Ellinwood Allen
Pour les articles homonymes, voir Allen.
Florence Ellinwood Allen, née le 23 mars 1884 à Salt Lake City dans l'État de l'Utah et morte le 12 septembre 1966 à Waite Hill dans l'État de l'Ohio est une journaliste, poète, musicienne, suffragette, pacifiste, juriste et professeure d'université.
Florence Ellinwood Allen est connue pour être la première femme américaine à siéger dans des tribunaux comme procureure adjointe, juge, à être élue en 1922 à la Cour suprême de l'Ohio, puis nommée à une Cour d'appel fédérale des États-Unis en 1934 et enfin à être proposée par plusieurs fois pour devenir Juge à la Cour suprême des États-Unis de 1937 à 1949, sa candidature est régulièrement refusée par les présidents Franklin Delano Roosevelt et Harry S.Truman à cause des préjugés de son temps. 
Depuis son engagement pour les droits civiques des femmes qui commence par son poste d'assistante de Maud Wood Park au sein de la College Equal Suffrage League, Florence Ellinwood Allen est devenue une des figures du féminisme social aux États-Unis.

## Biographie

### Jeunesse et formation

#### Une famille de pionniers engagés
Florence Ellinwood Allen est la troisième fille des sept enfants de Clarence Emir Allen, un avocat, élu par l'Utah à la Chambre des représentants des États-Unis, directeur minier et de Corinne Marie Tuckerman Allen, dirigeante d'un club de femmes à Salt Lake City,,,.

##### La famille Tuckerman

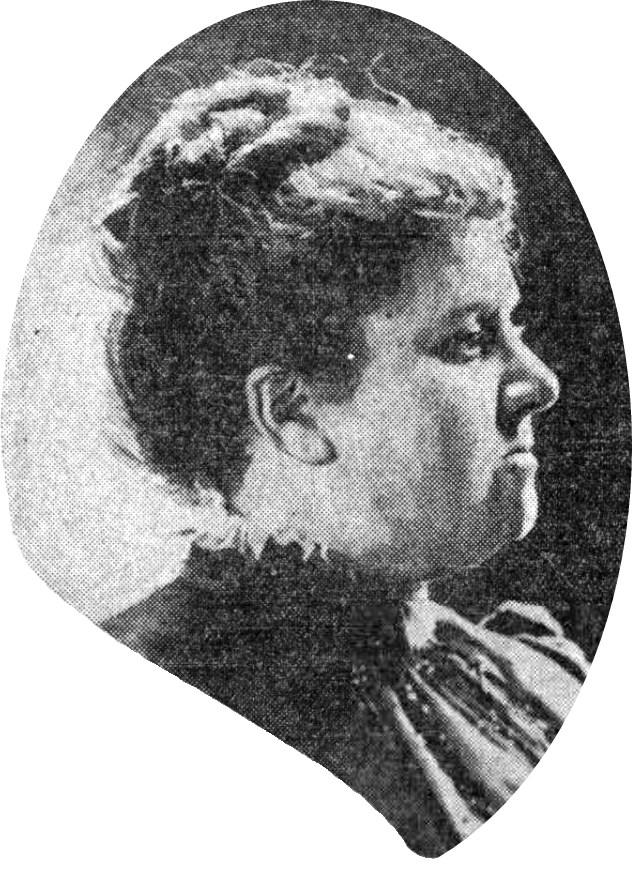
Corinne Marie Tuckerman Allen.

Sa famille maternelle est originaire des Pays-Bas espagnols, famille bannie pour ses propos violemment opposés aux lois du roi d'Espagne, et s'est réfugiée en Angleterre où elle se convertit au puritanisme, puis l'un de ses membres décide de faire le voyage avec le Mayflower pour s'installer dans la Nouvelle-Angleterre. En 1839, la famille Tuckerman s'établit à Orwell dans ce qui n'est pas encore le territoire de l'Utah où elle crée une tannerie. Le grand'père maternel de Florence Ellinwood Allen, Jacob Tuckerman, est un professeur d'université, un franc-maçon et résolument anti-esclavagiste. Sa fille Corinne Marie Tuckerman fait ses études au Holyoke Female Seminary (Séminaire pour femmes de Holyoke), puis elle est acceptée au Smith College  où elle fait partie des premières étudiantes. Corinne Marie Tuckerman se montre être une étudiante brillante et une bonne musicienne. C'est en sortant du Smith College qu'elle rencontre et épouse Clarence Emir Allen<,,,,.

##### La famille Allen

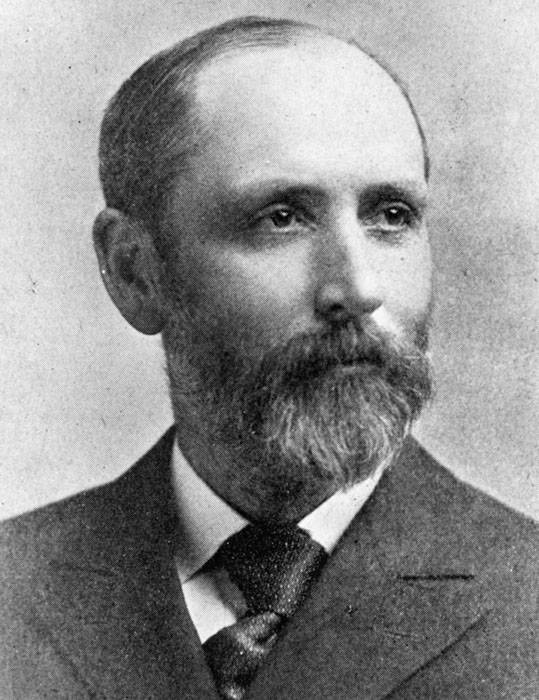
Clarence Emir Allen.

Clarence Emir Allen descend d'une famille implantées dans la nouvelle Angleterre dont certains membres se sont illustrés comme Ira Allen et Ethan Allen héros de la guerre d’Indépendance ;  son père Edwin R. Allen s'est fait connaitre par ses explorations navales et ses combats contre les amérindiens. Son frère Cyrus Allen est le fondateur de l'école dentaire de l'université de Buffalo. Finalement le père de Clarence Emir Allen devient fermier. Le jeune Clarence grandit dans la ferme paternelle puis il est accepté par la Western Reserve University (aujourd’hui devenue l'université Case Western Reserve)  situé à Hudson dans l'Ohio. Durant ses études universitaire il se spécialise dans la littérature antique, ce qui lui permet de devenir professeur de latin et de grec. À la fin de l'année 1877, il épouse Corinne Marie Tuckerman. Frappé par la tuberculose, il doit quitter l'Ohio pour une région plus sèche, c'est ainsi qu'il emménage à Salt Lake City dans le territoire de l'Utah. Sa famille le rejoint et c'est ainsi que naît Florence Ellinwood Allen à Salt Lake City en 1884,,,.

##### L'engagement de ses parents
Corinne et Clarence Allen s'investissent dans la vie sociale, économique et politique de l'Utah. Clarence Emir Allen se retire de l'enseignement pour faire de la prospection auprès de la Old Jordan Mine dans le canyon de Bingham (connue sous le nom de Mine de Bingham Canyon), société d'exploitation minière fondée par les Mormons (ou fidèles de l'Église de Jésus-Christ des saints des derniers jours). Clarence Emir Allen devient directeur de neuf mines réparties sur l’Utah et le Nevada pour le compte de l'United States Mining Company. Son management est apprécié non seulement pour avoir assuré le développement et la prospérité de l'entreprise, mais il aussi pour avoir su se faire respecter par les ouvriers en instaurant la journée de huit heures et du dimanche férié. La famille Allen ne se contente pas de croire en la justice sociale, elle la met en pratique. Clarence Emir Allen, grâce aux votes des mineurs est élu à la Chambre des représentants de l'Utah où il inscrit dans la loi de l'État la généralisation de la journée de huit heures et de la semaine de six jours,,,,.
Quand en 1890, les mormons renoncent à la polygamie, la voie du processus d'intégration à l'Union en tant qu'État fédéré est ouverte. Clarence Emir Allen participe alors à la rédaction de la constitution du nouvel État, constitution qui donne le droit de vote aux femmes, faisant de l'Utah le second État à le faire. Quand l'Utah est intégré à l'Union en 1896 , Susan B. Anthony invite Corinne et Clarence Allen à la convention nationale de la National American Woman Suffrage Association de 1896, afin qu'ils expliquent comment ils s'y sont pris pour que le droit des femmes ait pu entrer dans la constitution de l'Utah.
Corinne Allen devient la secrétaire de la section du Congress of Mothers (devenu le National Congress of Parents and Teachers) de l'Utah, puis elle est élue présidente d'une association philanthropique composée de femmes qui a pour but de financer un foyer pour jeunes travailleuses à Salt Lake City. Elle est une des membres fondatrices de l'association des Filles de la révolution américaine. Corinne Allen participe également à la construction et l'ouverture d'une bibliothèque publique et gratuite à  Salt Lake City, très active au sein du club littéraire féminin local, elle devient présidente de la Fédération générale des clubs de femmes et enfin elle est une des fondatrices de la National Playground Association (« Association nationale des aires de jeux »),,,.

#### Continuer l'esprit pionnier de ses parents

##### La première d'une série de premières
La seule école qui existe est tenue par les Mormons, les parents de Florence E. Allen, comme d'autres qui ne sont pas Mormons préfèrent éduquer leurs à la maison. Clarence Emir Allen s'occupe de l’enseignement de ses enfants, quand il rentre du travail. Florence E. Allen s'avère être une enfant précoce dès l'âge de quatre ans elle est capable de réciter l'alphabet grec. Son père l'endort en lui narrant les épopées grecques. Dès l'âge de sept ans elle apprend le latin. Les écrits politiques de Cicéron deviennent l'une de ses références, comme les écrits politiques des Grecs, ce qui lui donnera une haute idée de la justice, de la sagesse du bien commun, la relecture de ces anciens sera toujours pour elle une source de joie. D'autant que ses idéaux sont portés par ses parents qui lui ont transmis un sens de la responsabilité vis-à-vis du bien public. Parallèlement elle étudie le piano et forme un trio avec ses sœurs Esther au violon et Elizabeth au violoncelle. À ses huit ans, ses parents lui offre une bicyclette et devient la première femme, enfant comme adulte, à pratiquer le vélo à Salt Lake City, c'est la première d'une série de premières,.

##### La formation scolaire et universitaire
En 1897, suivant l'exemple de ses parents universitaires, Florence E. Allen entre au Salt Lake Community College (en). Elle y développe son intérêt pour le latin et la musique, plus spécialement les musiques pour piano de Bach, Haydn, Mozart, Beethoven, Schumann et Chopin. Pendant cette période, elle se plait à débattre, avec brillant, sur le droit des femmes à voter. Elle quitte l’établissement en 1900, elle est admise au collège pour femmes de la Western Reserve University, situé à Cleveland dans l'Ohio. Pendant sa troisième année, elle est élue comme membre de la fraternité Phi Beta Kappa. Elle obtient son Bachelor of Arts (licence) en 1904. Durant ses études universitaires, elle donne des concerts de piano à la résidence des étudiantes, plus particulièrement des morceaux de Schumann et écrit des poèmes,. 
La romancière Louisa May Alcott devient son auteure préférée. Elle écrit des articles pour Folio, le magazine littéraire de l'université et même en devient l'éditrice.  Florence E. Allen s’implique également  dans la troupe théâtrale de l'université où en plus d'actrice elle fait des adaptations pour le théâtre comme celle de l'œuvre d'un écrivain hindou de l'antiquité. Elle occupe ses temps libres à des concerts, à l'opéra, aux représentations théâtrale et se passionne pour l'actrice Mrs Patrick Campbell. Elle a pu également écouter la cantatrice Ernestine Schumann-Heink et le violoniste Fritz Kreisler, personnages dont elle ne tarit point d'éloges. En 1904, une fois diplômée, elle repart pour Salt Lake City où elle passe des moments de retrouvailles de la nature environnante et à donner des concerts de piano pour ses amis.  

### Carrière

#### La musique?
Dans un premier temps, Florence E. Allen est tentée par une carrière de pianiste. À la fin de l'année 1904, elle se rend à Berlin et commence à suivre des cours pour devenir une concertiste, et commence à donner des concerts. Parallèlement elle fait la connaissance d'Arthur M. Abell, le correspondant du magazine d'actualité musicale de New York le Musical Courier (en) ; ce dernier lui propose de travailler pour le magazine. Pour ce faire, Florence E. Allen apprend la dactylographie et la sténographie et se met à écrire des articles de critique musicale pour le Musical Courier et The German Times (de), ce dernier étant un journal à destination des Américains qui vivent en Allemagne.  Au bout de deux années passées à Berlin, elle prend ses distances vis des Berlinois quelle trouve bruyants et querelleurs, de même pour les Berlinoises aux allures si peu féminines et les uns comme les autres avec des idées bien arrêtées sur la femme, qui selon eux doit être confinée à la cuisine, l'église et la chambre des enfants. Elle y voit une contamination de l'esprit prussien. Ce qui lui fera dire au lendemain de la Première Guerre mondiale, qu'« on ne peut rien attendre d'un peuple qui a telle conception de la femme »,. 
Florence E. Allen fréquente régulièrement l' « American Club » de Berlin, elle s'y fait des amis, ils y mangent, dansent, chantent, elle y joue les derniers ragtimes au piano, elle dévore les livres de la bibliothèque, notamment les livres de la littérature britannique, française, et allemande. Lors d'un voyage à Malaga elle découvre l'opéra Aïda de Verdi, c'est une révélation, elle assiste à trois représentations, elle écrit à son sujet « c'est l'opéra le plus parfait que je n'ai jamais entendu » et enfin en 1906 elle quitte l'Allemagne pour retourner au pays.

#### L'enseignement? la littérature?
De retour aux États-Unis, pour la rentrée scolaire de 1906, Florence E. Allen est embauchée comme professeure de grec, d’allemand et d'histoire américaine auprès d'un établissement pour filles et jeunes filles la Laurel School (en) de Shaker Heights, dans la banlieue de Cleveland. À côté de ses activités d'enseignante, elle donne régulièrement des concerts  dans la chapelle de l'établissement, y anime le Glee Club et la troupe théâtrale des élèves, notamment en montant des pièces de Molière. Elle écrit régulièrement des critiques musicales pour The Plain Dealer de Cleveland,.
Florence E. Allen écrit un recueil de poèmes Patris qui est publié en 1908, poèmes qui chantent la beauté des paysages, la puissante majesté des montagnes et les joies de l'amitié.  
Au bout de trois années d'enseignement et de critique musicale, Florence E. Allen se demande quelle carrière choisir ? Elle sait qu'elle n'est pas suffisamment excellente pour devenir une concertiste, que le piano restera pour elle un hobby. Par contre, elle se sait particulièrement douée pour l'écriture et qu'elle ferait une excellente critique musicale, même d'historienne de la musique et qu'elle pourrait donner des cours et des conférences sur la musique et son histoire.   

#### Un événement décisif
Dès 1907, Florence E. Allen  reprend des cours de science politique auprès de la Western Reserve University où elle obtient son Master of Arts en 1908 . Sensibilisée au droit, elle est marquée par la décision de la Cour suprême concernant le cas Muller v. Oregon (en), où Louis D. Brandeis s'illustre par sa plaidoirie qui fait valoir la nécessaire protection des femmes vis-à-vis des conditions de travail, qu'on ne pouvait leur imposer les mêmes charges physiques que pour les hommes et qu’elles pouvaient difficilement protester face à l'ascendance des hommes dans la société de ce temps,. Arrêt de la Cour suprême qui est applaudi par les organisations féministes.  

#### Pourquoi pas juriste?
L'action de Louis Brandeis en faveur des femmes, à une époque où les celles-ci faisaient de plus en plus valoir leurs droits civiques, convainc Florence E. Allen de la nécessité d'entrer dans la carrière de juriste. Chose peu aisée en ces temps où la carrière de juriste était jugée comme « peu digne d'une lady ». Ce n'est qu'en 1885, que la première femme peut pratiquer le droit. Les facultés de droit ouvertes aux femmes sont peu nombreuses, le droit est à cette époque la chasse gardée des hommes et c'est dans cette quasi forteresse interdite aux femmes que Florence E.  Allen veut entrer,.   

#### L’étudiante de l'University of Chicago Law School

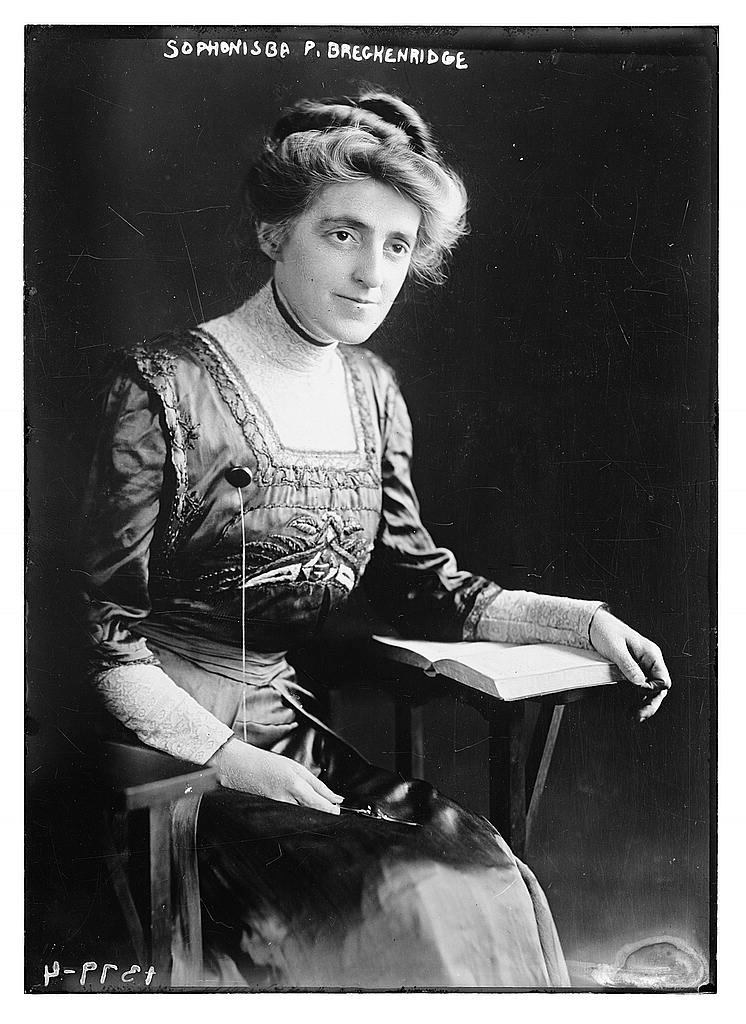
Sophonisba Breckinridge.

La Western Reserve University n'ayant pas de faculté de droit, elle pose sa candidature auprès de l'University of Chicago Law School, une des rares universités qui accepte des femmes dans sa faculté de droit et considérée comme une faculté de droit de référence pour la qualité de son enseignement Malgré tout, l'un des professeurs Roscoe Pound est opposé à la présence des femmes et fait tout pour décourager les rares femmes présentes. Florence E.  Allen est la seule femme sur une centaine d'hommes de sa promotion. Des condisciples la félicitent en lui disant qu'elle est dotée d'un « esprit masculin », remarque qui lui sera souvent répétée tout au long de sa vie,.  
Pour financer ses études, Florence E. Allen travaille comme femme de ménage. Elle échappe à l'ennui de son job et de l’atmosphère triste de l'université en trouvant un emploi de catalogage des traités de droit français et allemand pour la bibliothèque de l'University of Chicago Law School. Elle commence à s’intéresser à la Hull House de Chicago fondée par Jane Adams où résident des réformatrices sociales. Elle noue une amitié avec la féministe Sophonisba Breckinridge ; rencontre qui lui rappelle que ce sont les étudiantes du Smith College, comme sa mère Corinne Marie Tuckerman Allen, qui furent les pionnières du Settlement movement et ont permis l'éclosion de plus de 400 Settlement Houses (maisons de quartier d'action sociale et culturelle), dont la Hull House est l'une des plus prestigieuses.    

##### L'invitation de Frances Kellor

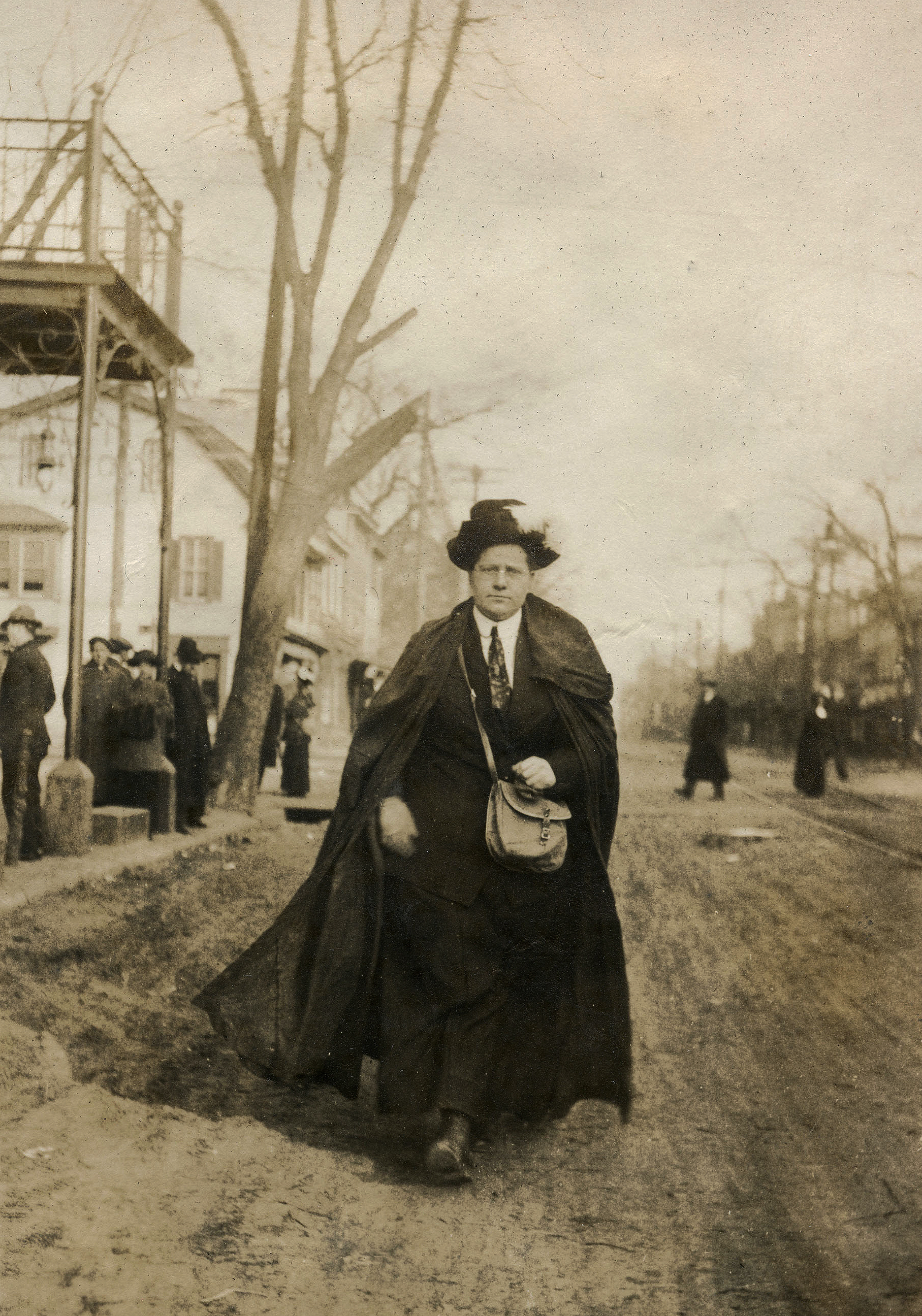
Florence Ellinwood Allen marchant pour le droit de vote des femmes en 1913.

Après ses vacances qu'elle prend selon son habitude à Salt Lake City, sur les conseils de Frances Kellor qui lui avait été présentée à la Hull House, Florence E. Allen se rend à New York pour s'impliquer dans la vie sociale, y trouver un emploi correspondant et devient une des résidentes du Henry Street Settlement (en) fondée par Lillian Wald. Frances Kellor est comme elle, une juriste de formation et dirige la New York League for the Protection of Immigrants (« la Ligue new-yorkaise de protection des migrants ») qui prend en charge les diverses démarches administratives pour que les nouveaux venus puissent trouver un logement, un emploi, les papiers de naturalisation.  Elle fait également la connaissance de la compagne de Frances Kellor, Mary Dreier, qui est la présidente de la Women's Trade Union League (organisation intersyndicale des ouvrières américaines),.  

##### L'admission à laNew York University School of Law
À New York il a deux facultés de droits réputées, la Columbia Law School de l'université Columbia et la New York University School of Law de l'université de New York (NYU), le choix est vite pris car la Columbia Law School refuse les femmes !  Florence E. Allen s'oriente donc vers la New York University School of Law qui accepte sa candidature. Ne supportant plus le voisinage du Henry Street Settlement, malgré les attentions de Lilian Wald, elle quitte la résidence, se retire de la New York League for the Protection of Immigrants (« la Ligue new-yorkaise de protection des migrants ») en prétextant des problèmes de santé liés à des troubles ophtalmiques, et met ses études juridiques en priorité. Retrait qui met fin à ses projets de mener une carrière dans l'action sociale. 

##### La rencontre d'Inez Milholland et d'Ethel Snowden

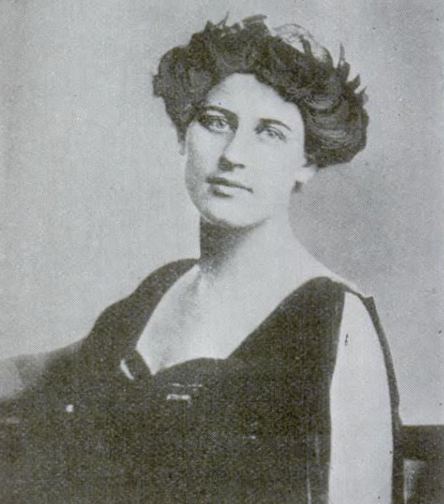
Inez Milholland.

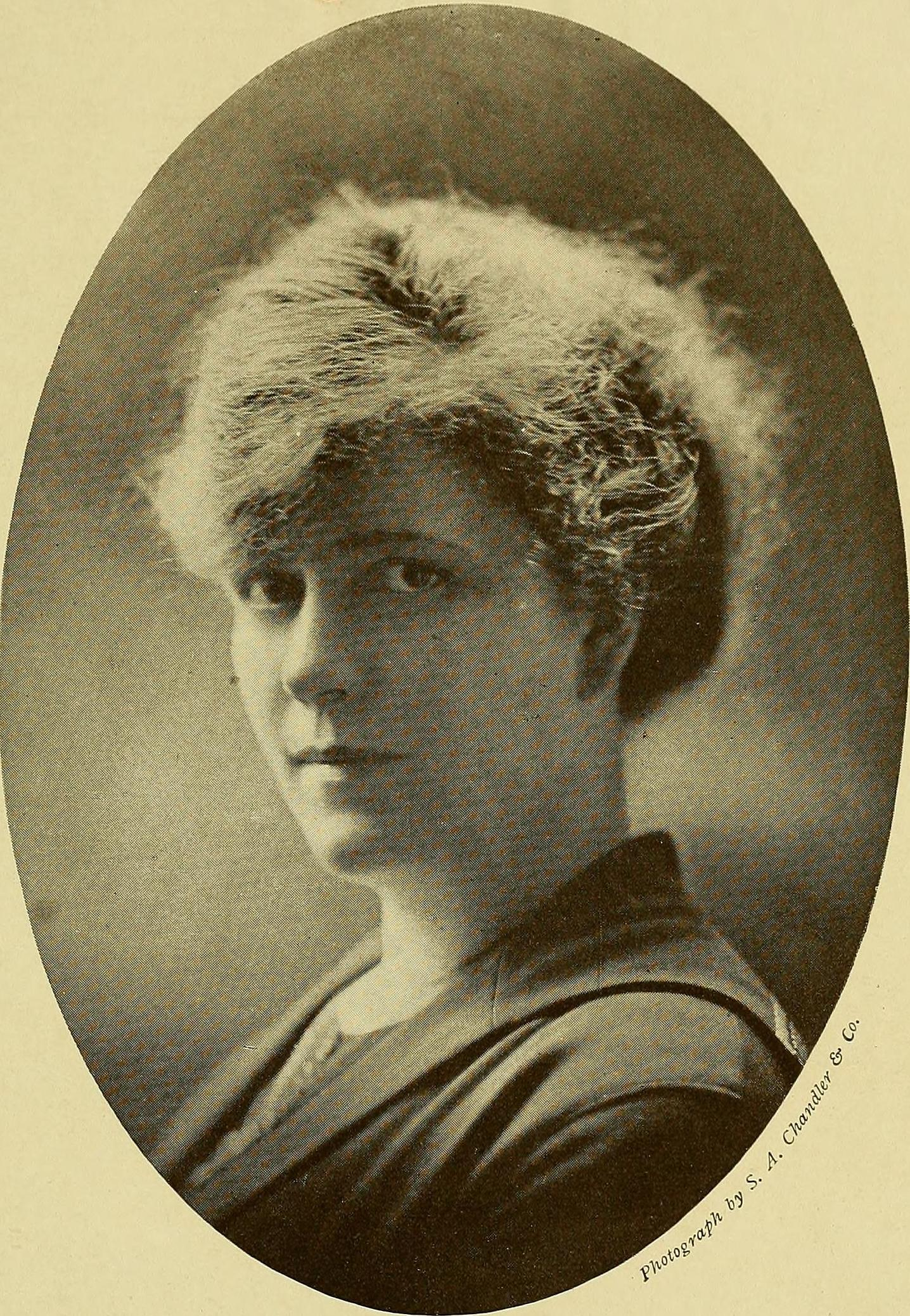
Ethel Snowden.

Les études de droit de déroulent de façon satisfaisante, mais un incident va marquer Florence E. Allen qui décline son admission à une sororité universitaire qui refusait celle d'une condisciple et amie sous le prétexte qu'elle était juive.  
Si les étudiantes peuvent suivre des études de juristes, elles prennent conscience que les débouchés réservés aux femmes juristes sont peu valorisants. Cette prise de conscience leur fait rejoindre les mouvements féministes issus des suffragettes britanniques réclamant l'égalité des droits civiques. C'est lors d'un piquet de grève organisé par des ouvrières du textile et de la blanchisserie industrielle que  Florence E. Allen fait la connaissance d'Inez Milholland puis celle d'Ethel Snowden (en) invitée à donner une conférence à la New York University School of Law. Ethel Snowden et Florence E. Allen deviennent des amies. 

##### L'engagement féministe

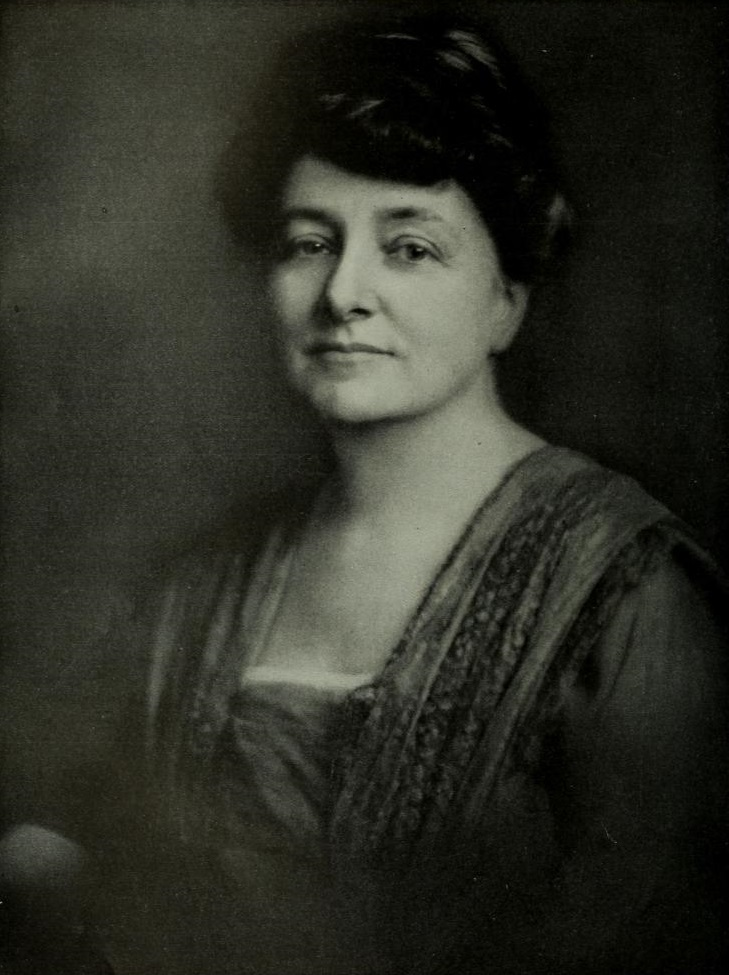
Maud Wood Park.

Florence E. Allen obtient un emploi au sein de la College Equal Suffrage League. En 1911, elle est promue comme assistante de la fondatrice et directrice générale de la ligue, Maud Wood Park. Cette collaboration est un tournant décisif dans la vie de Florence E. Allen qui épouse définitivement la cause des droits civiques des femmes.  
En tant qu'assistante de Maud Wood Park, Florence E. Allen est en lien direct avec l'ensemble des antennes de la ligue réparties sur le territoire américain et les autres associations féministes. Elle est pleinement impliquée dans la vie du mouvement pour le droit de vote des femmes. 

#### La cause féministe

##### Le contexte historique

Florence E. Allen (et d'autres suffragettes) devant le siège du chapitre de l'Ohio, de la National League of Women Voters.

Le mouvement pour l'égalité des droits civiques des femmes s'affirme en 1848 à la Convention de Seneca Falls où sont notamment présentes les mères fondatrices Lucretia Mott et Elizabeth Cady Stanton. Ce mouvement suscite les moqueries, la presse ridiculise les femmes, les priant de rentrer chez elle. Malgré tout, le mouvement se renforce, de nouvelles leaders se présentent telles que Susan B. Anthony qui organise le mouvement. Mais la guerre de Sécession arrive et balaie les aspirations des femmes. Les différents mouvements féministes se reconstituent peu à peu et se fédèrent au sein de la National American Woman Suffrage Association (NAWSA), fédération d'associations rivales, sans direction centrale distillant un climat de désespérance, jusqu’à l'arrivée de Carrie Chapman Catt.  Cette dernière réorganise la NWSA, s'inspire des tactiques des suffragettes britanniques pour mener des campagnes de revendication aptes à mobiliser les femmes et convaincre l'opinion publique. C'est dans un climat d'ébullition où les féministes sont une dynamique qui aboutira à l'adoption du Dix-neuvième amendement de la Constitution des États-Unis de 1920 qui donnera le droit de vote aux femmes dans l’ensemble de l’Union. C'est dans ce contexte que le 12 avril 1912 Florence E. Allen arrive à un meeting de Cleveland organisé et animé par Maud Wood Park visant à modifier la constitution de l'Ohio pour donner l'égalité des droits entre les citoyens sans distinction de sexe. 

##### L'apprentissage du militantisme
De par sa situation d’assistante de Maud Wood Park, l'été 1912 est pour Florence E. Allen une période riche d'apprentissage, elle apprend comment mener une campagne, prendre la parole devant un public, improviser des discours de manière efficace, faire appel à des chahuts organisés par les suffragettes. Aisance qui lui permet de fustiger de façon cinglante un groupe d'hommes venus pour perturber et huer son discours. Son aisance à pourfendre les contradicteurs lui sera reproché par  Maud Wood Park qui lui rappelle « vous attrapez davantage de mouches avec du miel qu'avec du vinaigre », que ce n'est pas en humiliant un homme qu'on peut le faire changer d'avis. Florence E. Allen a compris et conseille les femmes  de retenir leurs émotions dans leur prise de paroles, car c'est ce qu'attendent les hommes, qu'il faut s'en tenir à du factuel, des faits. 

##### La campagne pour modifier la constitution de l'Ohio

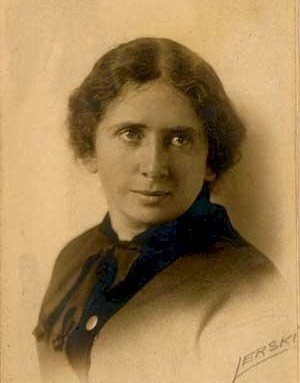
Rose Schneidermann.

Le but des suffragettes réunies à Cleveland est d'obtenir de l'Assemblée générale de l'Ohio le vote d'un amendement de la constitution de l'Ohio pour donner le droit de vote aux femmes. Pour cela Florence E. Allen se déplace à travers l'Ohio avec sa caisse à savon pour estrade et tient 92 discours, visite des clubs de femmes, anime des lunchs, des garden-party où elle approche les clercs, les enseignants, les juristes pour les mobiliser en faveur de cet amendement. Elle invite des figures du féminisme d'autres États comme Jeannette Rankin du Montana qui sera la première élue à Chambre des représentants des États-Unis en 1916. Durant cette campagne elle se fait des amies fidèles comme Vadae G. Harvey Meekison, Rose Schneiderman ou Eva Epstein Shaw qui la soutiendront durant sa vie. Lors des élections de septembre 1912, l'amendement est repoussé par 335 000 voix contre 295 000 voix. 

##### L'administratrice de l'Ohio Woman Suffrage Association
Le principal mouvement de suffragettes américaine qui a animé la campagne  pour modifier la constitution de l'Ohio la National American Woman Suffrage Association (NAWSA) est contesté par Alice Paul qui préconise des méthodes plus radicales pour faire adopter le droit de vote des femmes et fonde l'Union du congrès pour le droit de vote des femmes qui donnera naissance au  National Woman's Party. Florence E. Allen prend ses distances vis-à-vis d'Alice Paul et s'implique dans la NAWSA, et en septembre 1913, elle est élue administratrice de l'Ohio Woman Suffrage Association associée à la NAWSA,.

##### Le retour à la New York University School of Law
Entre temps, Florence E. Allen retourne à New York pour achever ses études de droit en juin 1913 où elle obtient le Bachelor of Laws (LL.B degree) avec la mention cum laude,. 

#### L'avocate des suffragettes de l'Ohio

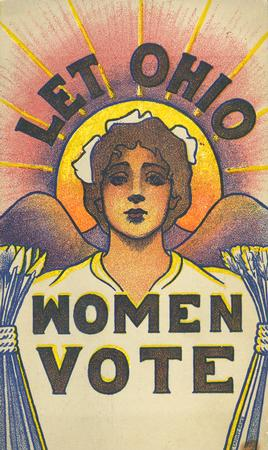
Let Ohio Women Vote, affiche de l'Ohio Woman Suffrage Association

Munie de son diplôme, Florence E. Allen retourne à Cleveland pour passer l'examen d'inscription au barreau de l'Ohio, examen qu'elle réussit en 1914, et qui lui permet d'exercer le métier d'avocat à Cleveland où elle est embauchée comme avocate des organisations de suffragettes locales en plus de son travail d’administratrice au sein de  l'Ohio Woman Suffrage Association. Elle renoue ses relations avec ses amies féministes, plus particulièrement avec Zara DuPont (en).  Elle prend contact avec les responsables des établissements scolaires et universitaires pour faire connaître ses fonctions et plus particulièrement avec Charles Franklin Thwing (en)  qui en plus d'être le président de la Western Reserve University est membre du Woman Suffrage Party (en) ,,,.

#### Une nouvelle campagne pour le droit des femmes dans l'Ohio

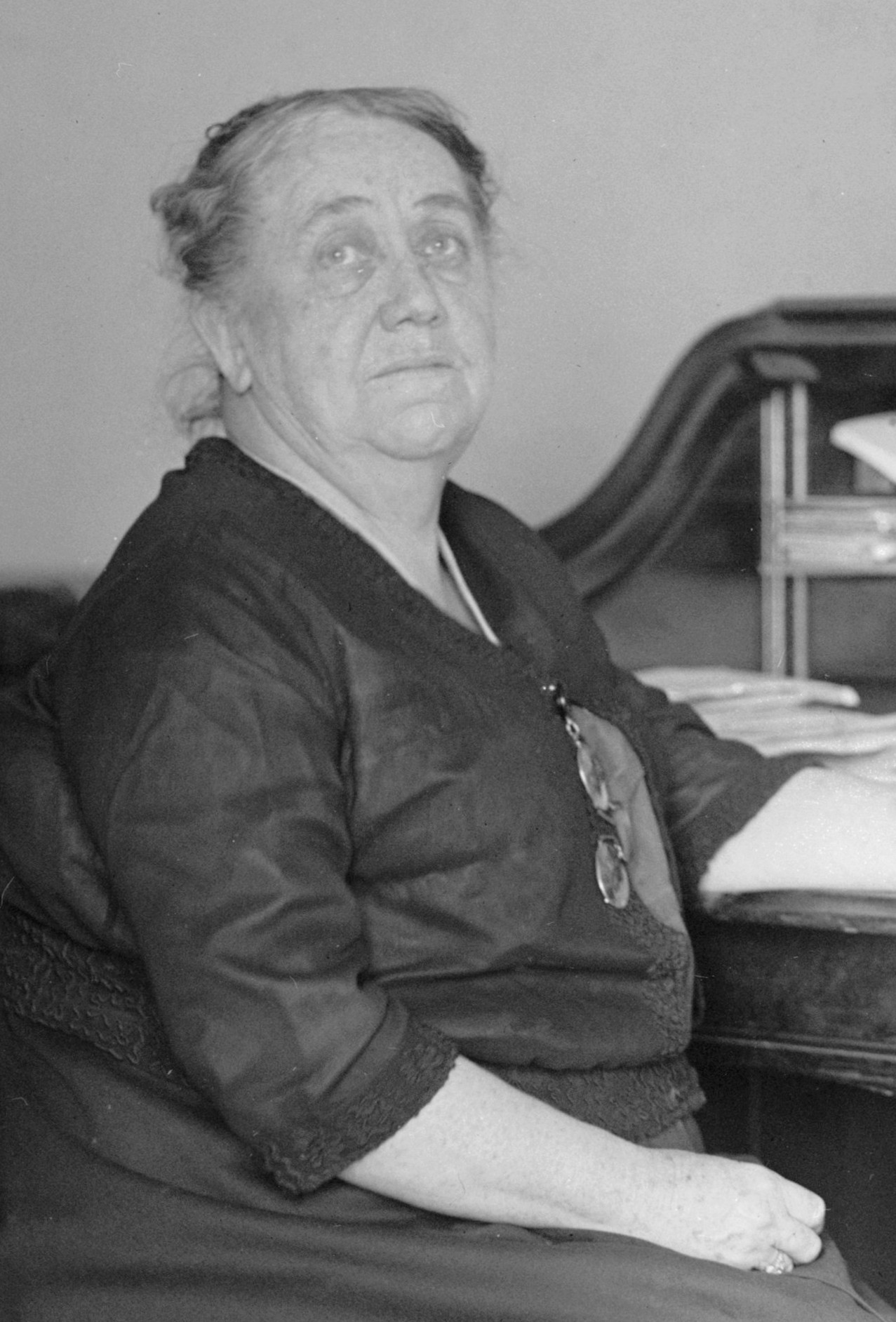
Harriet Taylor Upton.

Encouragée par Harriet Taylor Upton (en), figure historique du mouvement des suffragettes de l'Ohio, Florence E. Allen reprend une campagne pour le droit de vote des femmes. Pour cela elle parcourt l'Ohio et les États voisins, organise des meetings, fait signer des pétitions auprès des électeurs pour obtenir  les 10% requis pour organiser un nouveau référendum. 

##### Une opposition organisée
Cette nouvelle campagne se heurte à l'opposition de l'Anti-Saloon League (en), organisation de tempérance et qui milite pour la prohibition de l’alcool. Le principal point conflictuel est celui des migrants, Cleveland est une ville dont plus de la moitié de la population est issu de nouveaux migrants, or pour les militants de l'Anti Saloon League, les migrants sont les principaux agents de la décadence des mœurs, de la criminalité liées à l'alcool et aux lieux de débits de boisson. Attitude partagée par les industriels qui voyaient dans ces nouveaux venus une main d'œuvre corvéable à merci et refusaient le droit des femmes qui  feraient adapter des lois de protection des femmes et des enfants au sein des lieux de travail. Industriels et militants de  l'Anti Saloon League se regroupent pour former dans l'Ohio une branche de la National Association Opposed to Woman Suffrage (en),,,.

##### Élargir la campagne
Florence E. Allen se rend à Boston pour soutenir les suffragettes du Massachusetts et établir une association entre les suffragettes de l'Ohio et de Boston.  Puis elle fait intervenir des suffragettes britanniques comme Emeline Pankhurst qu'elle avait déjà rencontrée en 1909 à Chicago, et à New York en 1912.

##### Le soutien à Woodrow Wilson

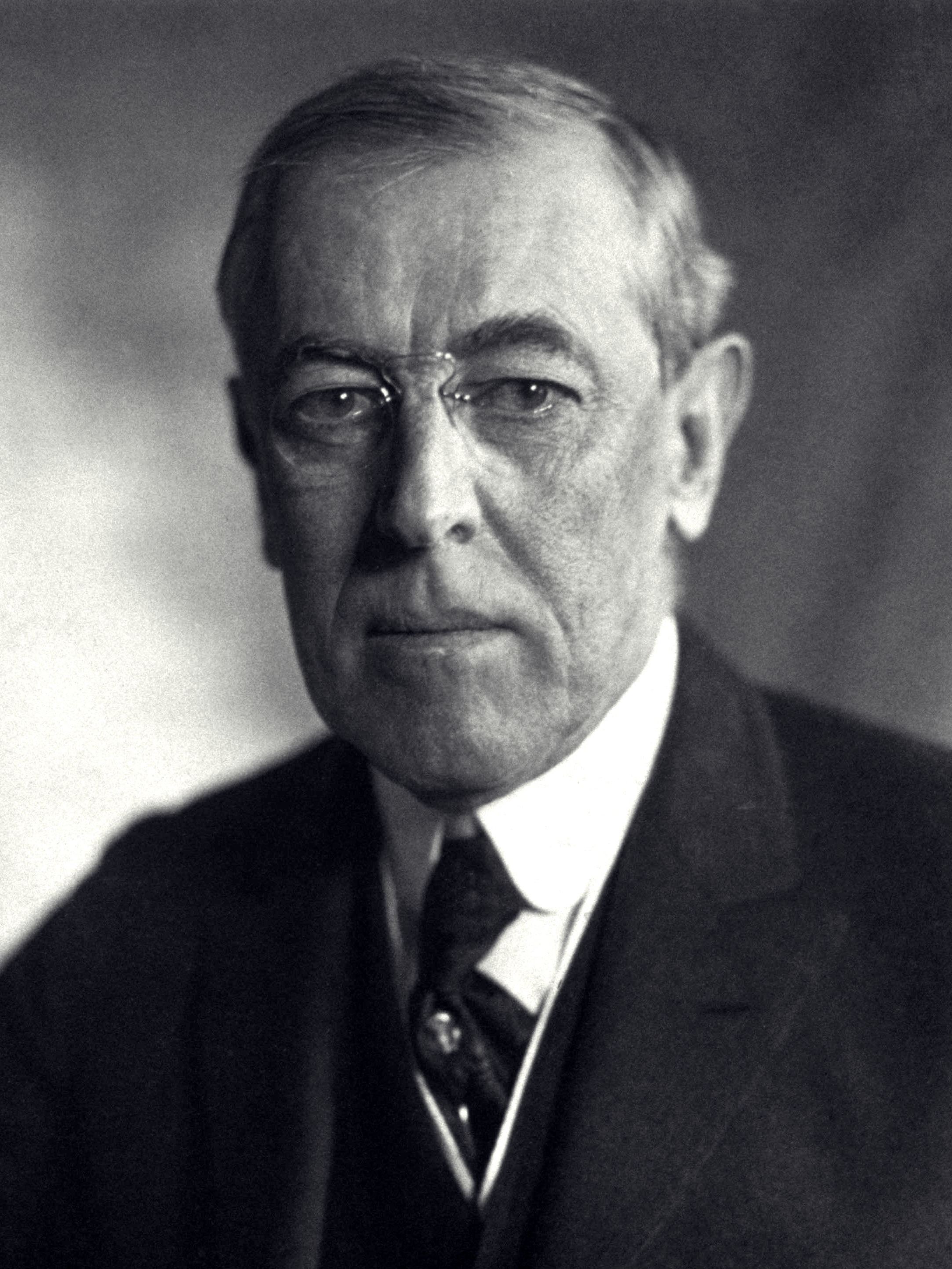
Woodrow Wilson.

En 1916, Cleveland accepte le principe de droit de vote des femmes pour les élections municipales, mais ce droit de vote est annulé par la Commission électorale, malgré un acte écrit. Florence E. Allen fait appel de cette décision en tant qu'avocate du Woman Suffrage Party (en) WSP. En attendant que son recours soit traité, elle se rend à une convention de la NAWSA à Atlantic City où se prépare le choix du candidat à l'élection présidentielle américaine de 1916,  Woodrow Wilson et son challenger Charles Evans Hughes y prennent la parole, l'un comme l'autre se montre favorable au droit de vote des femmes. Le NSP s'oppose à Woodrow Wilson car lors de son précédent mandat présidentiel, il n'a pas fait avancer le dossier. Décision qui provoque le départ de  Florence E. Allen du NSP, elle choisit de faire campagne pour Woodrow Wilson, notamment dans le Montana, le premier État à avoir voté le droit de vote des femmes et avoir élu une femme, Jeannette Rankin, à la Chambre des représentants des États-Unis. 

#### L'avocate
Étant inscrite au barreau de l'Ohio, Florence E. Allen cherche un cabinet d'avocats en dehors de son travail de défense des associations de suffragettes, mais de par son sexe et de ses opinions, aucun cabinet ne veut d'elle.  Aussi en septembre 1914, elle décide d'ouvrir son propre cabinet.

##### L'avocate de laLegal Aid Society of Cleveland
Florence E. Allen se porte volontaire auprès la Legal Aid Society of Cleveland (en) une association d'aide juridique envers les plus démunis qui n'ont pas les moyens de se faire représenter et assister par un avocat.  Le premier cas plaidé par Florence E. Allen est celui d'une procédure de divorce engagée par une italienne vis-à-vis de son mari qui l'a abandonnée avec leurs enfants, ses honoraires furent de 15 $. La première année le montant total de ses honoraires est de 875 $,,.

##### Le procèsEmployees v. Cleveland Railway Company
Après l'entrée des États-Unis dans la Première Guerre mondiale en avril 1917, les femmes sont appelées à remplacer les hommes partis au front. C'est dans ce contexte qu'en avril 1918 le président de la Cleveland Railway Company (Ohio) (en) a embauchée 300 femmes en tant que conductrices de bus selon les mêmes conditions salariales des hommes, cela malgré l'opposition du syndicat des chauffeurs du transport, la puissante Amalgamated Transit Union (en) (ATU) affiliée à l'American Federation of Labor (AFL), malgré la demande du gouvernement fédéral à l'AFL d'autoriser les travailleuses à rejoindre ses divers syndicats de branche affiliés afin de stimuler l'effort de guerre. Finalement, 190 femmes sont recrutées comme conductrices de bus contre l'avis des inspecteurs diligentés par le National War Labor Board qui avait demande le licenciement des conductrices de bus,. 
Le 24 septembre 1918, en réponse à l'ATU, les conductrices surnommées les « conductorets », décident de fonder leur propre syndicat l'Association of Women Street Railway Employees, et demandent le soutien des suffragettes et de leurs leaders Florence E. Allen, Elizabeth Hauser et Rose Moriarty,. 
Les tensions montent lorsque les anciens conducteurs de la Cleveland Railway Company sont démobilisés à la suite de l'armistice du 11 novembre 1918. Ils veulent reprendre leurs emplois, mais les « conductorets » tiennent à garder leur emploi.  Le soutien de la Cleveland Railway Company aux  « conductorets » entraîne le déclenchement d'une grève organisée par le personnel masculin, grève qui paralyse les transports, grève qui commence le 3 décembre 1918 et paralyse les transports publics de Cleveland. Le maire de Cleveland, Harry L. Davis (en), intervient auprès du National War Labor Board pour qu'il intervienne ; après le rapport des inspecteurs du National War Labor Board, les « conductorets » sont sommées de quitter leur emploi avant le 8 décembre 1918, la Cleveland Railway Company est de son côté sommée de ne plus employer de personnel féminin à partir du 3 janvier 1919,.   
La décision soulève un tollé de la part des  « conductorets » et de leurs soutiens. Le syndicat des ouvrières américaines, la Women's Trade Union League (WTUL), dénonce cette décision comme « injuste, antidémocratique et contraire aux valeurs américaines » et contacte des conseillers juridiques dont Florence E. Allen pour que l'affaire soit réexaminée en portant plainte. Pour cela Florence E. Allen contacte Frank P. Walsh (en), ce dernier a été membre du National War Labor Board et est connu pour être un avocat des droits des travailleurs.  Frank P. Walsh accepte de se joindre à Florence E. Allen pour demander la révision de la sentence des inspecteurs. Dans sa plaidoirie, Frank P. Walsh fait valoir le fait que les inspecteurs du National War Labor Board n'avaient pas pris la peine de rencontrer les femmes concernées contrairement  aux directives du gouvernement fédéral et qu'ils n'avaient pas pris en compte les gains que les femmes avaient réalisés pendant la guerre. Frank P. Walsh fait également appel au témoignage de la doctoresse Anna Howard Shaw, l'ancienne présidente de la NAWSA qui déclare « les femmes devraient être autorisées à faire tout type de travail dont elles sont capables ». Le National War Labor Board fait machine arrière, et maintient en poste les 64 dernières « conductorets » encore présentes. C'est une victoire certes, mais stérile, car peu à peu il n'y aura plus de femmes conductrices de bus à Cleveland, c'est toutefois une première car c'est la première fois qu'une femme, Florence E. Allen plaide une affaire auprès du National War Labor Board,,.

#### Une femme qui suscite l'intérêt d'organisations féminines et ses engagements

##### Les Filles de la Révolution américaine
La contribution de Florence E. Allen à la cause féministe attire l'attention de plusieurs organisations féminines dont en premier lieu celle des  Filles de la Révolution américaine (Daughters of the American Revolution ou DAR)  dont sa mère est l'une des fondatrices. Elle contactée par sa présidente Ruth Bryan Owen. Elles se rencontrent régulièrement à New York, si Florence E. Allen tient régulièrement des conférences auprès des Filles de la révolution, elle n'en deviendra jamais membre. Les Filles de la révolution soutiendront régulièrement  Florence E. Allen durant sa carrière, malgré leurs divergences politiques, notamment par les vues conservatrices des Filles de la Révolution. 

##### La National Association of Women Lawyers
Avant 1918, date à laquelle l'American Bar Association (« Association du barreau américain ») accepte des femmes en son sein, les femmes juristes créent leur propre club, le Women Lawyers' Club, à New York en 1899 ; en 1911, elles sont suffisamment nombreuses pour publier leur propre organe de presse Women Lawyers Journal. Florence E. Allen rejoint ce club en 1915, et fera partie des membres fondatrices du changement du club en la National Association of Women Lawyers (en) (NAWL) en 1923. La NAWL sera l'un de ses plus forts soutiens.

##### La Young Women's Christian Association de Cleveland
Après des rencontres avec Marie Remington Wing (en), la secrétaire générale de la section de Cleveland de la Young Women's Christian Association (YWCA), Florence E. Allen adhère à la YWCA et deviennent des amies. Toutes les deux fondent le Business Woman's Club (« Club des femmes d'affaires »), une annexe de la YWCA de Cleveland, association ayant pour but d'accompagner et de promouvoir la place des femmes travaillant dans le milieu des affaires, la plupart étant des secrétaires et des employées de bureau. Le club prend une telle ampleur, qu'en 1919, Florence E. Allen et Marie R. Wing fondent la National Federation for Business and Professional Women's Club (« Fédération nationale des clubs de femmes d’affaires et professionnelles ») qui a pour but d'aider les femmes pour faire face aux discriminations salariales et d’opportunités de carrière. 

##### La militante du Parti démocrate

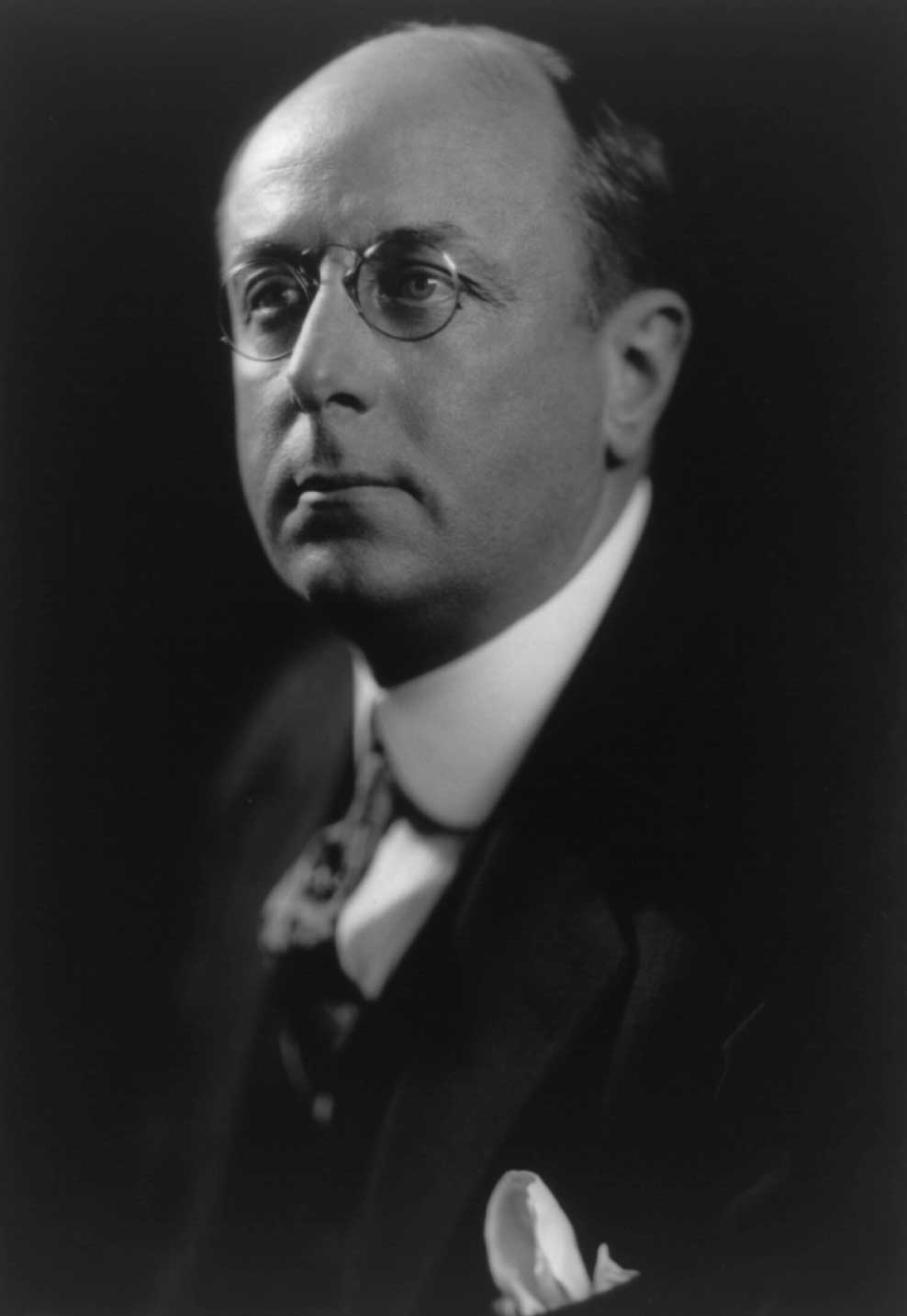
Homer Stille Cummings.

Florence E. Allen s'est inscrite au Parti démocrate dès son inscription au barreau de l'Ohio, et participe aux actions locale du parti. En 1919, elle est membre de la commission du parti de l'Ohio qui s'occupe des organisations féminines, elle travaille en étroite relation avec Homer Stille Cummings, le président du Comité national démocrate. Florence E. Allen  est appréciée par les instances nationales du parti, notamment par ses talents d'oratrice et son éloquence pour promouvoir le droit de vote pour les femmes,.

#### La procureure adjointe

##### Une première
Alors que Florence E. Allen est plongée dans le procès Employees v. Cleveland Railway Company, Burr W. Gongwer, le secrétaire général du Parti démocrate du comté de Cuyahoga propose à ce que Florence E. Allen soit la procureure adjointe pour ce comté. Cette dernière accepte l'offre de Burr W. Gongwer, devenant ainsi la première femme à occuper ce type de poste. Lors de l'officialisation de sa prise de fonction, la presse est là pour la photographier et l’interviewer. Le procureur du comté dit aux journalistes « Je pense que mademoiselle Allen fera un travail d'homme au sein de mon administration, mais je crois qu'elle fera un travail pratiquement semblable à celui de tout autre procureur de Cleveland », Florence E. Allen renchérit en déclarant qu'elle fera le même travail qu'un homme vis-à-vis des cas qui lui seront soumis,.

##### Une première réussie
Dès sa prise de fonction en septembre 1919, Florence E. Allen doit se rendre dans le tribunal du comté et traiter des cas aux dossiers bâclés. En un mois, elle montre ses facultés d'adaptation, à faire face et ses capacités à utiliser la jurisprudence de la Cour des plaids-communs de l'Ohio. Tout un chacun reconnait la légitimité de sa nomination et l'excellence de ses prises de parole changeant de ses prédécesseurs aux prises de paroles convenues. Très vite elle va bénéficier des conseils et de la supervision du procureur général de l'Ohio, Stephen M. Young, qui deviendra son ami,,,. 

#### L'élection au poste de juge
Le 4 juin 1919 le Congrès promulgue le Dix-neuvième amendement de la Constitution des États-Unis donne le droit de vote aux femmes dans l’ensemble de l’Union, mais il faut attendre le 18 août 1920 pour qu'il soit ratifié et entre en vigueur. Cet amendement permet également aux femmes à se présenter à des postes, des charges électifs comme celui de juge. Florence E. Allen pose alors sa candidature pour devenir juge du comté de Cuyahoga, en pleine campagne présidentielle qui oppose le démocrate James Middleton Cox au républicain Warren G. Harding, tous les deux originaires de l'Ohio. Florence E. Allen, refuse de se présenter sous une étiquette partisane, afin de rallier, entre autres, le vote des femmes de l'Ohio quelle que soit leur préférence politique et de bien marquer l'indépendance de la justice vis-à-vis du pouvoir politique. Sa position non partisane paie, l'ensemble des associations de femmes républicaines comme démocrates se mobilisent, ainsi que la presse pour soutenir sa candidature, et en 1921, Florence E. Allen devient la première femme élue à la charge de juge,,,,.   
Très rapidement Florence E. Allen se fait remarquer par son traitement équitable des différents cas présentés à son tribunal, à l'écoute des différents témoignages à charge et décharge, à la rigueur de ses verdicts fondés sur des preuves. Elle fait la chasse aux faux témoignages sous pression, à la corruption présente jusqu'au tribunal municipal de Cleveland dont elle fait condamner le dirigeant pour parjure.  Elle introduit des femmes comme membre des jurys. En deux ans, Florence E. Allen fait la preuve qu'une femme magistrate peut accomplir sa charge avec courage, sagesse et intégrité éthique, parallèlement elle a démontré la nécessité d'une réforme de la justice.      

#### L'élection à la Cour suprême de l'Ohio

##### L'élection de 1922
À l'été 1922, Florence E. Allen souhaite se présenter à l'élection sénatoriale, mais elle devrait se présenter contre le démocrate Atlee Pomerene (en) représentant de l'Ohio au Sénat  des États-Unis depuis 1911,, aussi ses amis du parti démocrate lui font savoir qu'il existe une place vacante à la Cour suprême de l'Ohio, proposition qu'elle accepte. Comme pour l'élection au poste de juge, elle se présente comme non partisane et obtient le soutien des différentes organisations féminines de l'Ohio, à commencer par les  Business Woman's Club (« Club des femmes d'affaires ») et même celui de Rose Moriarity, membre du bureau exécutif du parti républicain. Elle reçoit également le soutien du Plain Dealer et du Cleveland Press, principaux journaux de Cleveland et de l'Ohio, dans la presse seul le The Lima News (en), publié à Lima ne croit pas aux possibilités de Florence E. Allen à emporter l'élection. Elle fait face à six candidats soutenus soit par le Parti républicain, soit par le Parti démocrate ou d'autres organisations officielles, mais c'est elle qui remporte les élections avec une majorité de plus de 48 000 voix sur le second et victorieuse dans 30 des 88 comtés de l'Ohio, devenant ainsi non seulement la première femme à siéger à la Cour suprême de l'Ohio, mais aussi la première femme à siéger dans une Cour suprême d'un État américain,,.      

##### La réélection de 1928
Son mandat à la Cour suprême de l'Ohio expirant en 1928, Florence E. Allen doit lancer une nouvelle campagne pour sa réélection. En plus des organisations féminines de l'Ohio qui l'avaient soutenue en 1922, elle bénéficie du soutien du syndicat du transport ferroviaire, en réponse à ses décisions en faveur de l'amélioration des conditions de travail des salariés du transport, et de la National Association for the Advancement of Colored People (NAACP) à laquelle elle a adhéré et aussi pour ses décisions interdisant la diffusion du film   Naissance d'une nation (Birth of a Nation) auprès des élèves pour son racisme et par des décisions par lesquelles, elle s'oppose à la ségrégation scolaire. Elle reçoit également le soutien de la Woman's Christian Temperance Union (WCTU), des clubs Kiwanis et de différentes associations religieuses.  Florence E. Allen remporte sa réélection avec une avance de 350 000 voix sur son concurrent, elle est victorieuse dans 68 comtés sur 88 et est majoritaire dans les grandes villes de l'Ohio comme Cleveland, Colombus, Youngstown et Akron,.        

#### La défaite de l'élection à la Chambre des représentants des États-Unis de 1932

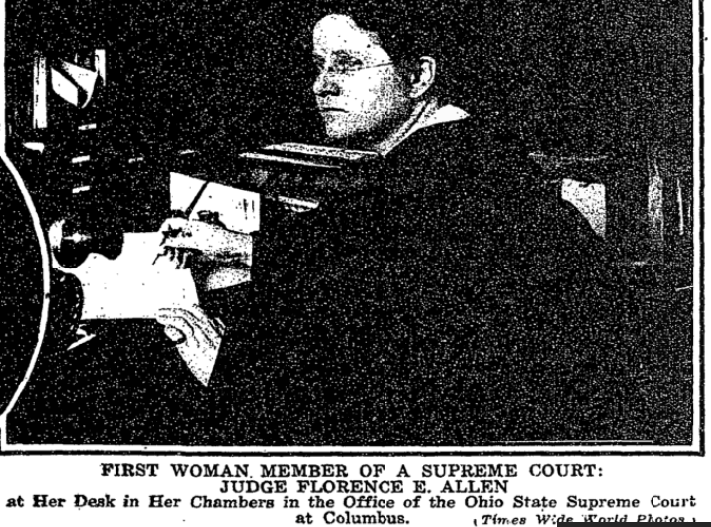
Florence E. Allen en 1932.

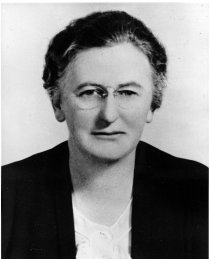
Mary Dewson.

Après sa défaite à la primaire de l'élection sénatoriale de 1926, Florence E. Allen ne renonce pas à jouer un rôle au niveau fédéral. Profitant de son prestige en tant que juge à la Cour suprême de l'Ohio, elle pense qu'elle peut se présenter aux élections à la Chambre des représentants de 1932 avec le soutien du Parti démocrate. Mais l’électorat de l'Ohio est majoritairement Républicain et elle a comme concurrent le républicain Chester C. Bolton (en) qui se présente pour renouveler son mandat de 1928. De plus elle doit assumer les enjeux du Parti démocrate : mettre fin à la prohibition, relancer l'économie et l'augmentation des pensions des vétérans, domaines qui ne sont pas les points forts de Florence E. Allen, d'autant qu'elle défend la prohibition telle que définie par le Volstead Act qui lui vaut le soutien de la WCTU. La question d'un renouveau de l'économie américaine est focalisée autour de la Loi Hawley-Smoot ou Smoot-Hawley Tariff Act de 1930, loi protectionniste controversée. Lors d'un meeting organisé par la  League of Women Voters of Lakewood (« Ligue des électrices de Lakewood »), Chester C. Bolton défend la loi en argumentant qu'elle défend les travailleurs américains, de son côté, Florence E. Allen argumente en ce que cette loi a entraîné une chute des exportations américaines et a généré de nombreuses pertes d'emplois. La confrontation étant restée courtoise, nul ne l'a emporté.  Parallèlement elle mène une campagne pour le désarmement, position qui ne fait pas l'unanimité. Si elle est soutenue par Mary Dewson (en) qui anime la division des femmes du Parti démocrate et plaide sa cause auprès des instances nationales du parti, en revanche elle perd le soutien de la presse de l'Ohio comme le The Plain Dealer et le Cleveland Press qui commencent à douter de la capacité de Florence E. Allen à remporter la victoire, il lui reproché sa position floue vis-à-vis de la prohibition, ses candidatures non-partisanes incompatibles avec un mandat du Parti démocrate. Finalement Chester C. Bolton l’emporte avec une faible majorité. 

#### La nomination à une Cour d'appel fédérale des États-Unis

##### Une opportunité
Le mandat de Florence E. Allen à la Cour suprême de l'Ohio expire en 1934, au moment même où par la mort de Smith Hickenlooper (en) le 22 décembre 1933 un siège est laissé vacant au sein de la Cour d'appel fédérale des États-Unis de la sixième circonscription comprenant l'Ohio, le Kentucky, le Michigan et le Tennessee. Or sur les recommandations du sénateur Robert J. Bulkley (en), c'est un juriste de l'Ohio qui doit être nommé à ce poste. À l'annonce de la nouvelle, Carrie Chapman Catt écrit à Mary Dewson pour que celle-ci intervienne auprès de Florence E. Allen pour qu'elle se présente comme candidate à la nomination.

##### La campagne
Florence E. Allen accepte de se présenter comme candidate à la nomination. Aussitôt Carrie Chapman Catt, Maud Wood Park, Mary Drier, Sophonisba Breckindridge, Frances Perkins et d'autres figures du féminisme se mobilisent pour soutenir la candidature de Florence E. Allen.  D'autres supports se manifestent en sa faveur la Brotherhood of Railroad Trainmen (en), et d'autres organisations ouvrières. Parmi ses opposants, il y a Newton D. Baker,, ex maire de Cleveland  et personnalité influente au sein du Parti démocrate depuis sa participation à l'administration du président  Woodrow Wilson, opposition qu'il manifeste en écrivant directement au président Franklin Delano Roosevelt avec un avocat pour expliquer sa position. En janvier 1934, Mary Dewson s'adresse à directement à Eleanor Roosevelt, l'épouse de Franklin Delano Roosevelt, quand elle demande l'opinion de son mari, celui-ci lui répond que la candidature de Florence E. Allen est compromise par le fait qu'il s'agit d'un femme. 

##### La nomination
Cela dit, Florence E. Allen fait le plein de ses soutiens à la mi-février 1934, et présentent sa candidature à  Homer Stille Cummings, le procureur général des États-Unis en poste qui y donne un avis favorable et qui envoie sa candidature au Sénat qui confirme sa candidature de façon unanime. Le 23 mars 1934, jour du cinquantième anniversaire de  Florence E. Allen, le président Franklin Delano Rossevelt signe sa nomination à la Cour d'appel fédérale des États-Unis de la sixième circonscription. À l'annonce de la nouvelle, les félicitations arrivent de partout dans le monde, des banquets se tiennent en son honneur à Cincinnati, Washington, Cleveland, etc. La presse applaudit se nomination à l'instar du The Cincinnati Post, qui se félicite de l'entrée d'une femme dans la haute administration judiciaire. Florence E. Allen reste à ce poste jusqu'à sa retraite en 1959. Pendant de nombreuses années, elle sera la seule femme à occuper une telle charge, elle fera la preuve qu'une femme peut durer à un poste du plus haut niveau des instances judiciaires fédérales. 

#### La juge de la Cour d'appel fédérale de la sixième circonscription

##### L'affaireTennessee Electric Power Company v. The Tennessee Valley Authorityde 1937

###### Le contexte
La vallée du Tennessee est traversée par la rivière Tennessee qui est impraticable pour la circulation fluviale du fait de fortes chutes d'eau et de nombreux rapides, notamment pour l'accès à la ville de Muscle Shoals dans l'État voisin de l'Alabama. Durant, la Première Guerre mondiale, le gouvernement fédéral construit une usine de munitions à Muscle Shoals assorti de la construction d'un barrage hydraulique pour assurer l'approvisionnement en électricité de l'usine. Quand la guerre prend fin, le projet n'est pas achevé, et la poursuite de sa construction est controversée.  La vallée du Tennessee est pauvre, les rives de la Tennessee sont érodées par les crues et inondations. Le sénateur George William Norris propose la construction d'un barrage qui à la fois fertiliserait la vallée du Tennessee et fournirait de l'électricité  pour les riverains. Projet controversé car il pose le problème d'un projet  de construction qui habituellement aux États-Unis relève de l'initiative privée et non de l'État, quelles vont être les diverses attributions entre le secteur public et le secteur privé quant à la réalisation du projet,?   
En 1921, la League of Women Voters (LWV) étudie le projet et soutient auprès du Congrès la proposition de George William Norris. En 1925, les syndicats des ouvriers agricoles et des salariés d'entreprises ainsi que la LWV souhaitent que la réalisation du barrage se fasse par des services publics. En 1928 et 1931, une proposition du projet relevant de l'action publique, est présentée au Congrès avec une forte action de lobbying de la LWV, la loi est votée mais les présidents Calvin Coolidge et Herbert Hoover y mettront leur veto,.   

###### Les décisions de Franklin Delano Roosevelt

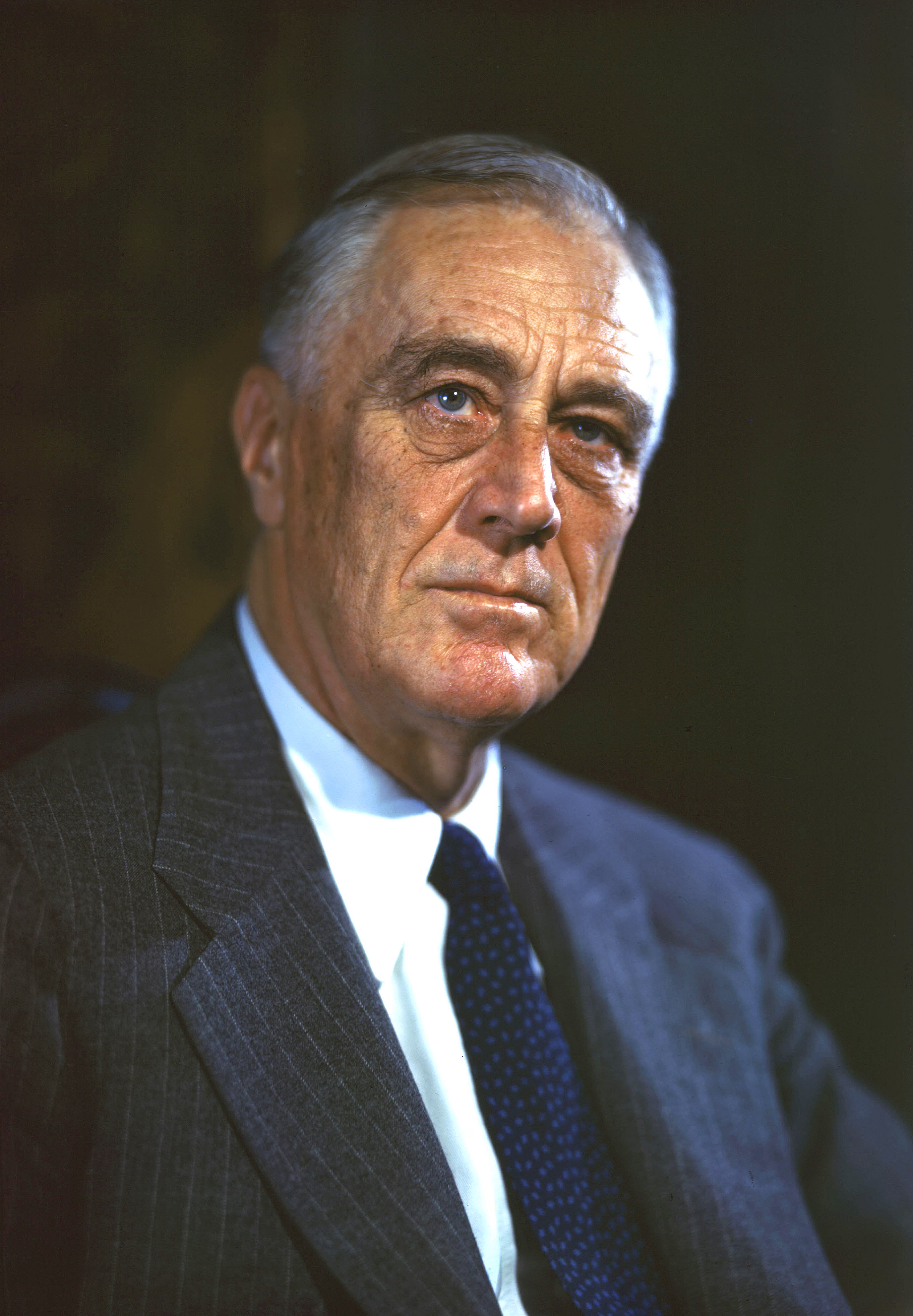
Franklin Delano Roosevelt.

Jusqu'à la réélection de Franklin Delano Roosevelt en 1936, le projet de la Tennessee Valley Authority, est au point mort. Cette réélection de 1936 correspond également à un modification de la Cour suprême plus en faveur des réformes de Franklin Delano Roosevelt. En août 1937, le Congrès examine plusieurs projets de lois dont celui concernant la Tennessee Valley Authority. Mais avant de prendre une décision, le congrès demande l'audition de plusieurs juges : trois juges fédéraux, un juge d'une Cour d'appel fédérale de  circonscription et deux juges d'une cour d'État. Florence E. Allen comme juge de la Cour d'appel fédérale des États-Unis de la sixième circonscription comprenant le Tennessee  fait partie des juges auditionnés et étant la plus élevée en grade, elle est choisie comme présidente du groupe des juge,,. 

###### Les recherches de Florence E. Allen
Les juristes de la Tennessee Valley Authority veulent que l'affaire soit jugée par la cour de l'État du Colorado qui leur sont favorables. De son côté Florence E. Allen passe l'été 1937 à étudier la jurisprudence et les décisions de la Cour suprême pour savoir comment départager les parties adverses et prendre la meilleure décision possible. Pendant ce temps les polémiques enflent au Congrès, les adversaires du projet de la Tennessee Valley Authority le dénoncent comme une entreprise communiste, certains veulent porter l'affaire devant la Cour suprême, mais celle-ci refuse d’examiner le cas sans avoir auparavant l'avis des juges de la cour de l'État du Colorado. En l'absence de compromis, la confrontation est inévitable.
Pour Florence E. Allen, il est nécessaire prendre de la distance. En novembre 1937, elle loue un cottage dans le complexe du Lookout Mountain Fairyland Club (en) en Géorgie,  et invite les juges de la cour de l'État du Colorado, Gore et John Donelson Martin Sr. (en) et leurs familles à partager le repas de Thanksgiving (États-Unis). À la fin du repas elle convaincue par le juge John D. Martin.
Pendant ce temps, les polémiques continuent, le New York Times déclare que les disputes autour de la Tennessee Valley Authority sont exemplaires dans l'histoire des États-Unis pour tester jusqu'où peut aller l'action de l'État dans une « dérive collectiviste » versus l'initiative privée des industries. 

###### Les auditions et la décision
Les auditions des parties concernées par Florence E. Allen commencent à la fin de l'année 1937.  Dans l'opinion publique, on s'attend à l'un des procès les plus longs de l'histoire, mais le 15 janvier 1938, Florence E. Allen et les avocats des parties adverses déclarent qu'une décision sera prise pour la fin de la semaine suivante. À la suite d'un travail intense, la promesse est tenue, Florence E. Allen rend ses conclusion : le projet de la Tennessee Valley Authority comme relevant de l'action publique est valide juridiquement, qu'il ne remet nullement en question le rôle des entreprises privées et de l'initiative privée, car le but et la mission de la Tennessee Valley Authority  est le contrôle de la navigation et la prévention des crues de la rivière Tennessee, la production d’électricité par le barrage est secondaire et enfin les villes riveraines sont totalement libre quant au choix de leur fournisseurs en électricité<,.  
Les entreprises déboutées font appel de la décision auprès de la Cour suprême qui confirme l'avis de Florence E. Allen par sa décision du 30 janvier 1939 :Tennessee Electric Power Co. v. Tennessee Valley Authority, 306 U.S. 118,<,.  

#### La candidature à la Cour suprême de 1938

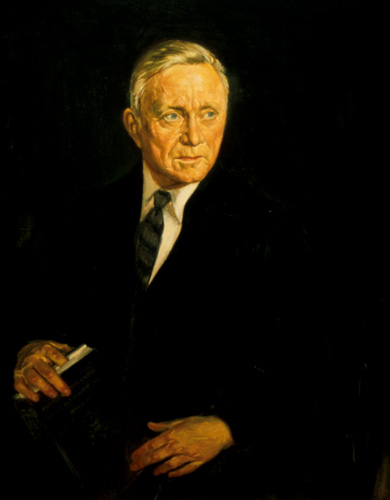
Portrait officiel du juge William O.Douglas.

La nomination de juge à une Cour d'appel fédérale est une étape pour poser sa candidature à la Cour suprême, c'est pourquoi de nombreuses femmes du Parti démocrate, telles Eleanor Roosevelt, Mary Drier, Frances Kellor font pression pour que Florence E. Allen soit nommée à la Cour suprême, l'occasion est donnée lorsque George Sutherland annonce qu'il se retire de la Cour suprême, sa place sera vacante le 17 janvier 1938, se pose alors la question de sa succession. Le 12 janvier 1938, dans une interview donnée au Washington Daily News le président Franklin D. Roosevelt déclare qu'il caresse l'idée de la nomination d'une femme à la Cour suprême. L'interviewer lui suggère le nom de  Florence E. Allen, suggestion qui est également présente dans d'autres journaux et magazines comme Life, et la presse de l'Ohio.  Mais en vain, le président Roosevelt fait valoir qu'il ne s'agit point d'une refus basé sur une discrimination sexuelle, mais sur le fait que la décision de Florence E. Allen quant à la Tennessee Valley Authority est trop engagée, pour la nommer, il préfère ainsi nommer William O. Douglas une personnalité moins marquée.    

#### Nouvelles candidatures à la Cour suprême

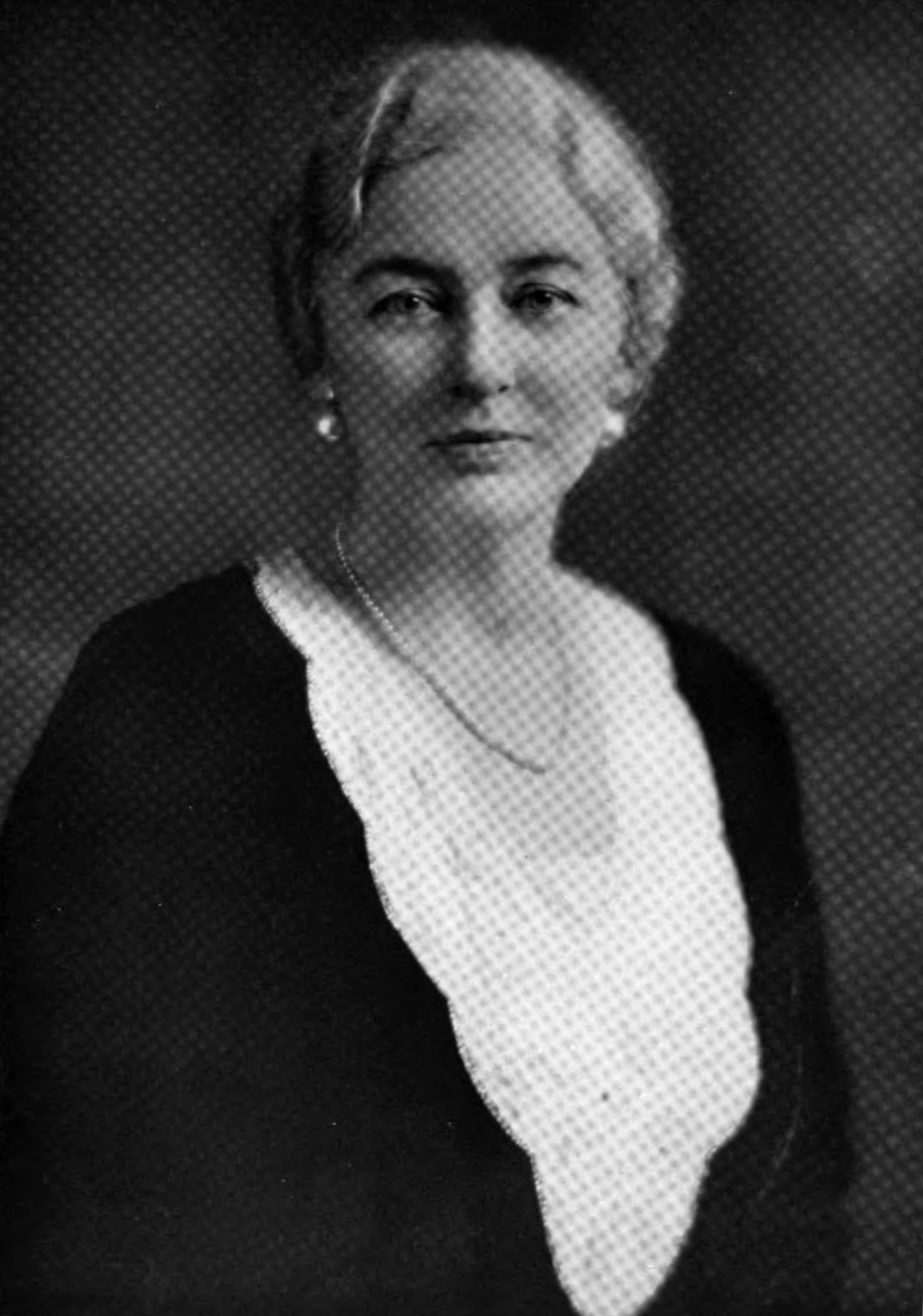
Portrait photographique de la juge Annabel Matthews.

Malgré cet échec, Florence E. Allen pose à nouveau sa candidature à la Cour suprême, cela avec l'appui d'organisations féministes comme la section américaine de la puissante International Federation of Business and Professional Women (en) et de la National Association of Women Lawyers (en) et plus particulièrement avec le soutien de Annabel Matthews (en), juge à l'United States Tax Court et de Sarah T. Hughes (en), juge fédéral qui siège à l'United States District Court for the Northern District of Texas (en).  Une opportunité s'offre en 1939 pour remplacer un poste vacant, en vain.  
Une nouvelle occasion se présente en 1949. India Edwards (en), la présidente de la branche féminine du Comité national démocrate, appuie sa candidature à la Cour suprême auprès du président Harry S. Truman. Ce dernier avant de prendre une décision consulte Fred M. Vinson, Juge en chef des États-Unis de son administration. Il lui demande si les membres de la Cour suprême accepteraient la présence d'une femme parmi eux, Fred M. Vinson lui répond que cela les mettrait mal à l'aise, considérant que cette nomination relève traditionnellement du domaine des hommes, avis qui entraîne le rejet de la candidature de Florence E. Allen.

#### La pacifiste

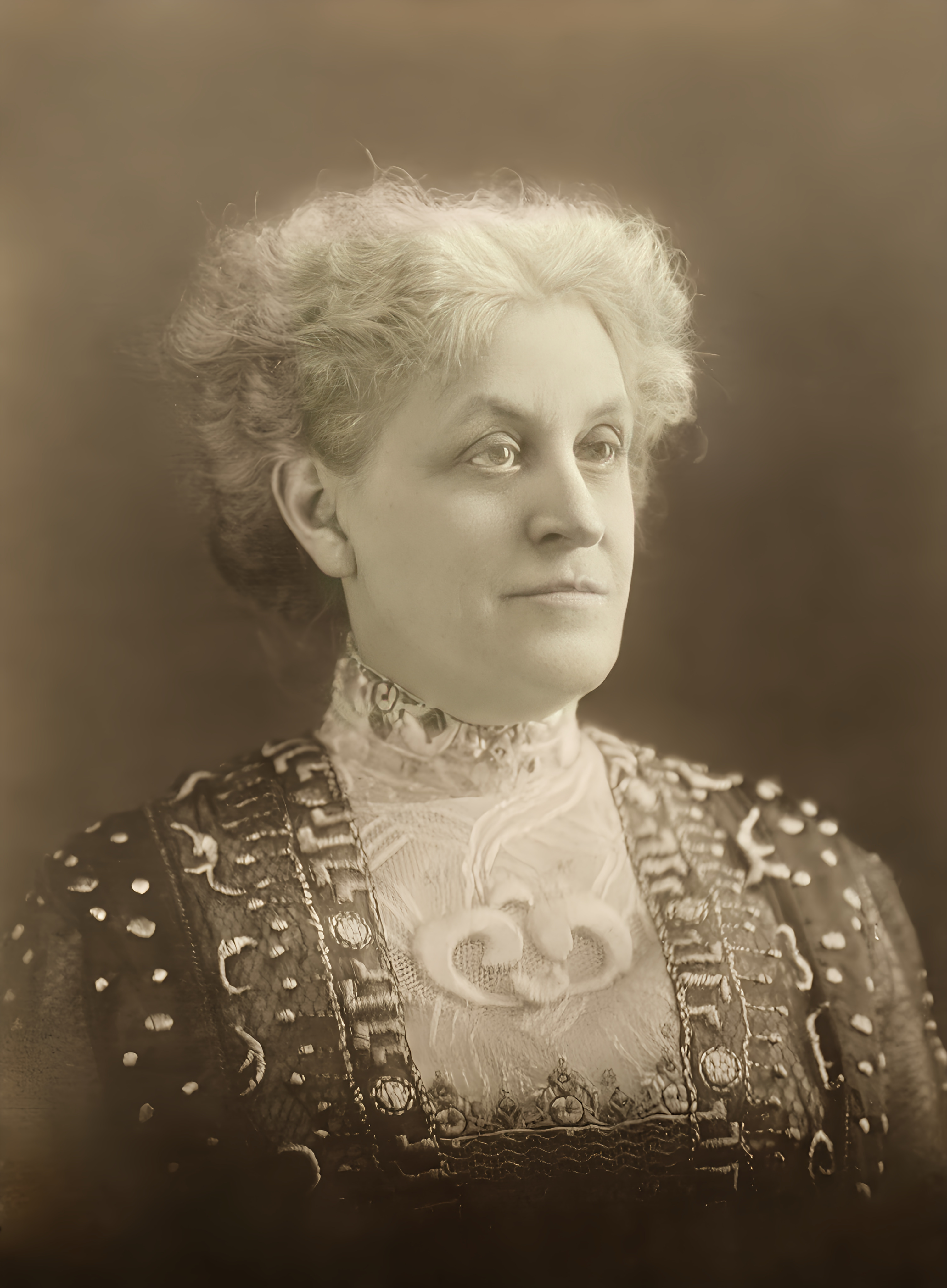
Portrait photographique de Carrie Chapman Catt.

L'implication pour la cause de la paix de Florence E. Allen est d'autant plus fort qu'elle a perdu deux frères durant la première Guerre mondiale. Dès la fin de ce conflit, en 1928, elle devient une porte parole majeure du pacifisme, notamment lors de la conférence organisée par Carrie Chapman Catt visant à condamner la guerre comme hors la loi,.
Après la seconde Guerre mondiale, à partir de 1948, Florence E. Allen s'engage au sein de diverses organisations internationales comme l'Association internationale du barreau et la Fédération internationale des femmes juristes et donne des conférences à travers le monde comme l'Europe, l'Asie, le Mexique. Lors de ses conférences elle encourage les femmes à entrer en politique et embrasser des carrières de juristes pour faire changer les lois en faveur du droit des femmes et de la cause de la paix,.

#### La fin
Florence E. Allen se retire de la vie publique en 1959, malade, elle décède des suites d'un infarctus dans sa résidence de Waite Hill à proximité de  Cleveland,,,.

## Œuvres

### Recueil de poèmes
- Patris (réimpr. 2018) (1re éd. 1908), 64 p. (ISBN 9780666416469, lire en ligne),

### Autobiographie
- To Do Justly, Cleveland, Ohio, Western Reserve University, 1965, 201 p. (OCLC 24512987),

### Essais
- The Constitution of Ours, New York, Putnams, 1940, 198 p. (OCLC 175006106),
- The Treaty as an Instrument of Legislation, New York, Macmillan, 1952, 114 p. (OCLC 958710478),

### Articles
- « Democracy Implies Self-Control », The Journal of Education, vol. 112, no 2,‎ 14 juillet 1930, p. 36 (1 page) (lire en ligne ),
- « The Governmental Task », The Annals of the American Academy of Political and Social Science, vol. 162,‎ juillet 1932, p. 161-169 (9 pages) (lire en ligne ),
- « Remedies against Dishonest or Inefficient Public Servants », The Annals of the American Academy of Political and Social Science, vol. 169,‎ septembre 1933, p. 172-183 (12 pages) (lire en ligne ),
- Florence E. Allen & Frederic R. Coudert, « The Objective of International Law », Proceedings of the American Society of International Law at Its Annual Meeting (1921-1969), vol. 28,‎ avril 1934, p. 198-205 (8 pages) (lire en ligne ),
- « The Constitution, an Instrument for Freedom », Pi Lambda Theta Journal, vol. 17, no 3,‎ mars 1939, p. 55-56 (3 pages) (lire en ligne ),
- « The Bridge to the Future », Vital Speeches of the Day,‎ 15 avril 1945, p. 390-393 (4 pages) (lire en ligne ),
- « Participation of Women in Government », The Annals of the American Academy of Political and Social Science, vol. 251,‎ mai 1947, p. 94-103 (10 pages) (lire en ligne ),
- « Human Rights and the International Court: The Need for a Juridical World Order », American Bar Association Journal, vol. 35, no 9,‎ septembre 1949, p. 713-716, 788-789 (6 pages) (lire en ligne ),
- « Fair Trial and Free Press: No Fundamental Clash Between the Two », American Bar Association Journal, vol. 41, no 10,‎ octobre 1955, p. 897-900 (4 pages) (lire en ligne ),

## Archives
Les archives de Florence Ellinwood Allen sont déposées et consultables auprès de diverses bibliothèques comme la Bibliothèque du Congrès, celle de la Western Reserve Historical Society (en) de Cleveland, la Bibliothèque Schlesinger de  l'Institut Radcliffe pour les études avancées de l'université Harvard et la bibliothèque Sophia Smith Collection du Smith College.

## Prix et distinctions
- 1960 :  lauréate du prix Albert Gallatin, décerné par l'université de New York, pour service exceptionnel rendu à l’humanité[4],[110]
- 2005 : cérémonie d'admission au National Women's Hall of Fame[111],

## Héritage
- Création en 1924 de la bourse Judge Florence Ellinwood Allen par l'Ohio Federation of Business and Professional Women, devenue en 2010 The Allen Endowment[112].